# ۵۰۸ لیک شور
۵۰۸ لیک شور (انگلیسی: 508 Lake Shore) یک مسیر تراموا شرق به غرب در تورنتو، انتاریو، کانادا است که توسط کمیسیون حمل و نقل تورنتو (TTC) اداره می‌شود. این مسیر به منطقه اقتصادی، تورنتو از محدوده غربی شهر خدمت می‌کند و تنها به عنوان سرویس ساعت شلوغی روزهای هفته عمل می‌کند. این مسیر در سال ۱۹۹۲ به عنوان یک آزمایش آغاز شد، در ژوئن ۲۰۱۵ به دلیل کمبود تراموا به حالت تعلیق درآمد و در سپتامبر ۲۰۱۹ مجدداً معرفی شد.